# Zimske olimpijske igre 1964
Zimske olimpijske igre 1964 (uradno IX. zimske olimpijske igre) so bile zimske olimpijske igre, ki so potekale leta 1964 v Innsbrucku v Avstriji. Drugi gostiteljski kandidatki sta bili: Calgary, Kanada in Lahti/Are, Švedska.